# Bertram Patenaude
Bertram „Bert” Albert Patenaude (ur. 4 listopada 1909 w Fall River, zm. 4 listopada 1974 w Fall River) – amerykański piłkarz występujący na pozycji napastnika. Mimo wcześniejszych sporów, oficjalnie uznawany za strzelca pierwszego w historii hat-tricka w mistrzostwach świata (1930).

## Kariera klubowa
Patenaude był wychowankiem Philadelphia Field Club. Rozegrał tam 8 spotkań i zdobył 6 bramek. Nie powiodło mu się w J&P Coats, gdzie zagrał tylko w 1 meczu. W 1930 roku, przed przejściem do Newark Americans zdobył Puchar MLS. W Newark zdobył aż 7 goli w zaledwie 5 meczach. Na koniec sezonu znów znalazł się w Fall River Marksmen. Następnie został wypożyczony do New York Yankees. Następnie rozgrywki American Soccer League zostały przerwane ze względu na wielki kryzys giełdowy w USA. Po 2 latach, w 1933 roku rozgrywki wznowiono. Patenaude występował przez 1 sezon w Philadelphia-Germans American. W ostatnich latach kariery wystąpił też w zespołach St. Louis Central Breweries F.C., St. Louis Shamrocks i Philadelphia Passon.

## Kariera reprezentacyjna
Patenaude został powołany do 16-osobowej kadry na I Mistrzostwa Świata w Piłce Nożnej 1930. Zagrał tam w 3 meczach (2 grupowe + półfinał) i zdobył 4 bramki. 1 w meczu grupowym z Belgią i 3 w meczu grupowym z Paragwajem (pierwszy historyczny hat-trick na MŚ). Po mistrzostwach zagrał jedno przegrane dla USA spotkanie z Brazylią (4:3). Zdobył w tym meczu 2 gole.

## Hat-trick na mistrzostwach świata 1930
17 lipca 1930 roku reprezentacja USA rozgrywała debiutancki mecz na mistrzostwach świata przeciwko drużynie Paragwaju. W 10. minucie meczu Patenaude zdobył pierwszą bramkę. Gol z 15. minuty był zapisywany na różne sposoby. Jako gol samobójczy Aurelio Gonzáleza (według RSSSF), gol Toma Florie (zgodnie z oficjalnym werdyktem FIFA) i wreszcie jako gol Patenaude (zgodnie z Amerykańskim Związkiem Piłkarskim). W 50. minucie meczu wynik na 3:0 ustalił Patenaude wywołując spore zamieszanie, bo 2 dni później w meczu Argentyna – Meksyk hat-tricka strzelił Guillermo Stábile. Jednakże 10 listopada 2006 roku FIFA zatwierdziła ostatecznie zdobyte przez Patenaude bramki jako pierwszy hat-trick w historii mundiali. Świadkowie tamtego meczu zdecydowanie zaprzeczali jednak, jakoby to Patenaude w tej kontrowersyjnej dopiero po kilkudziesięciu latach sytuacji zdobył gola.
Bertram Patenaude zmarł w swoje 65. urodziny.

## Wyróżnienia
- najlepszy młody piłkarz mistrzostw świata 1930
- zaliczony do „11” mistrzostw świata 1930
- w 1971 wprowadzony do National Soccer Hall of Fame

## Ciekawostki
- Był również autorem pierwszego gola główką na MŚ. Popisał się tym dokonaniem 13.07.1930 w 89/88 minucie meczu USA: Belgia (3:0)[1].